# بير-أولا ليونغ
بير-أولا ليونغ (بالسويدية: Per-Ola Ljung)‏ هو لاعب كرة قدم ومدرب كرة قدم سويدي في مركز الدفاع، ولد في 7 نوفمبر 1967 في السويد. لعب مع نادي هلسينغبورغ.

## وصلات خارجية
- بير-أولا ليونغ على موقع اتحاد السويد (السويدية)
- بير-أولا ليونغ على موقع قاعدة بيانات كرة القدم.إي يو (الإنجليزية)